# Pseudomonas fluorescens
Pseudomonas fluorescens – gatunek bakterii tlenowych z rodzaju Pseudomonas. Ich nazwa wzięła się od zdolności do wytwarzania fluorescencyjnego barwnika peptydowego piowerdyny, powodującej świecenie w promieniach UV.
Wymiary tych bakterii wahają się w granicach: szerokość 0,51 ±0.03 µm oraz długość 1,50 ±0,49µm, a nawet do 3 µm. Źródłem ich energii są węglowodany, a optymalna temp., w której żyją wynosi 25–30 °C. Upłynniają żelatynę, a niektóre z ich biotypów są zdolne do denitryfikacji.

## Występowanie
Powszechnie: w powietrzu, wodzie, glebie, ściekach, a także w roślinach, np. w cebulach porażonych bakteriozą cebuli. W miejscach bogatych w sole mineralne, kwasy organiczne oraz cukry. Są składnikami prawidłowej mikrobioty organizmu – są wykrywane w przewodzie pokarmowym człowieka i innych zwierząt, jako saprofity.

## Patogeneza
Szczepy tych bakterii mogą powodować zakażenia dróg oddechowych i moczowych, zapalenie opon mózgowo-rdzeniowych, kości, szpiku, stawów, oka lub ucha. Przyczyniają się do powstawania ropni, zapalenia osierdzia, wsierdzia, czasem zatruć pokarmowych. Dla zdrowych osób są nieszkodliwe, mogą jednak powodować ciężkie schorzenia u chorych z upośledzoną odpornością.